# Alfred Philippson
Alfred Philippson, född 1 januari 1864 i Bonn, död 28 mars 1953 i Bonn, var en tysk geograf. Han var son till rabbinen Ludwig Philippson och bror till Martin Philippson.

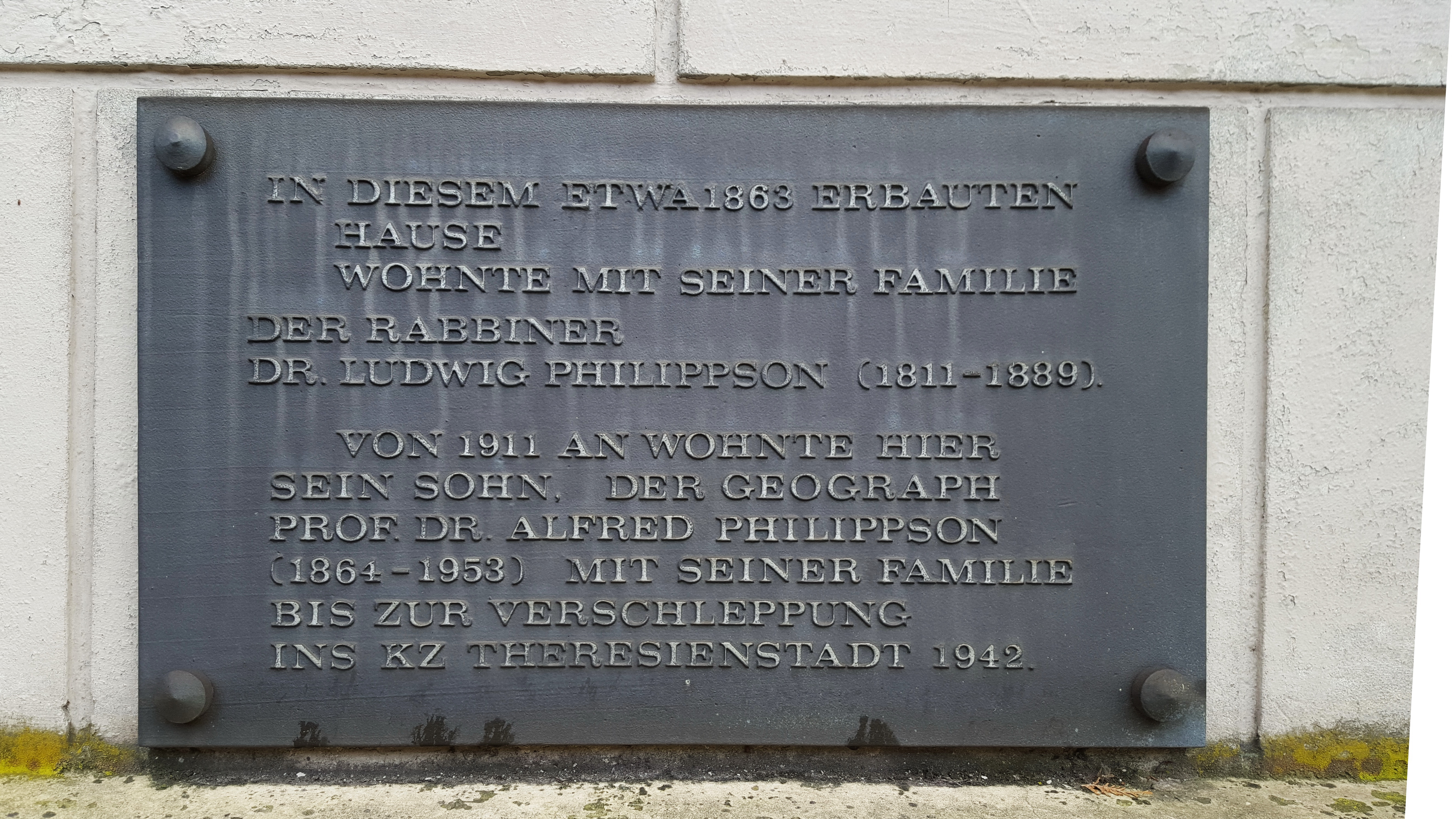
Minnestavla på Philippsons födelsehus i Bonn.

Philippson studerade för bland andra Ferdinand von Richthofen och var studiekamrat till Sven Hedin. År 1904 blev Philippson professor i geografi i Bern, 1906 i Halle an der Saale samt 1911 vid Bonns universitet. Han företog forskningsresor särskilt i Grekland och Mindre Asien. Förutom egna verk medverkade han även i den stora serien "Allgemeine Länderkunde". 
Efter det nazistiska maktövertagandet 1933 förbjöds Philippson att undervisa och 1938 fråntogs han sitt pass. I juli 1941 konfiskerade Gestapo familjens hus och i juni 1942 sändes Philippson tillsammans med hustrun Margarete och dottern Dora till koncentrationslägret Theresienstadt. Philippsons vänskap med Sven Hedin medverkade dock till att familjen kunde överleva fram till befrielsen i maj 1945. Den 10 juli kunde familjen återvända till Bonn. I november samma år återfick Philippson rätten att undervisa vid universitetet. Sedan 2006 är geografiska institutionens hörsal uppkallad efter Alfred Philippson.